# Большесамовецкий сельсовет
Большесамовецкий сельсовет — сельское поселение в Грязинском районе Липецкой области Российской Федерации.
Административный центр — село Большой Самовец.

## История
Статус и границы сельского поселения установлены Законом Липецкой области от 23 сентября 2004 года № 126-ОЗ «Об установлении границ муниципальных образований Липецкой области»

## Население
| 2010  | 2012  | 2013  | 2014  | 2015  | 2016  | 2017  |
| ----- | ----- | ----- | ----- | ----- | ----- | ----- |
| 2613  | ↗2673 | ↗2736 | ↗2827 | ↗2828 | ↗2840 | ↗2885 |
| 2018  | 2021  |       |       |       |       |       |
| ↗2924 | ↗3080 |       |       |       |       |       |

## Состав сельского поселения
| № | Населённый пункт | Тип населённого пункта       | Население |
| - | ---------------- | ---------------------------- | --------- |
| 1 | Большой Самовец  | село, административный центр | ↗2720     |
| 2 | Каменное         | село                         | ↗81       |